# Никифоров, Павел Васильевич
Па́вел Васи́льевич Ники́форов (1893—1978) — российский и советский боксёр средней весовой категории, выступал в 1910-х — 1920-х годах, многократный чемпион России и СССР, заслуженный мастер спорта СССР (1944). Также известен как тренер и преподаватель, считается одним из основоположников национальной школы бокса, лично подготовил многих талантливых бойцов. Заслуженный тренер СССР (1956). Судья всесоюзной категории (1937).

## Биография
Родился в 1893 году в Москве.
Активно заниматься единоборствами начал в столичном Обществе любителей лыжного спорта, где под руководством известного специалиста Аркадия Харлампиева сформировался кружок любителей бокса. Также играл за футбольную команду ОЛЛС, в частности принимал участие в первом её официальном матче против команды «Вега» (6:2) 14 августа 1911 года. Позже тренировался у Василия Молоканова, участника Олимпийских игр 1912 года, однако большинство боксёрских приёмов осваивал самостоятельно, изучая в литературу, в частности, книги выдающегося французского чемпиона Жоржа Карпантье. Будучи левшой, он боксировал тем не менее в левосторонней стойке, но корпус при этом значительно разворачивал влево, в положение, близкое к фронтальной стойке. Это позволяло ему эффективно использовать сильнейшую, левую руку. Коронным приёмом, который Никифоров называл «ловушкой», служил ему видоизмененный «шифт-понч» бывшего абсолютного чемпиона мира левши Роберта Фицсиммонса: финт левой, финт правой с переходом в правую стойку и сокрушительный боковой удар левой в челюсть или солнечное сплетение.
Первый официальный бой провёл против действующего абсолютного чемпиона России Нура Алимова — несколько раз побывал в нокдауне и вынужден был сдаться. Однако впоследствии оканчивал свои поединки исключительно победами, уже в 1916 году стал чемпионом страны в средней весовой категории и затем в течение восьми лет удерживал лидерство в среднем дивизионе, побеждая всех сильнейших боксёров своего времени. Второе и последнее в карьере поражение потерпел в середине 1920-х годов от Константина Градополова, после чего решил завершить выступления на ринге.
Как тренер Никифоров добился не меньшего успеха. Ещё в 1918 году стал комиссаром Главной военной школы физического образования трудящихся — первого советского учебного заведения, готовившего тренерские и преподавательские кадры по физической культуре и спорту. За 58 лет тренерской работы подготовил десятки высококлассных боксёров, в том числе был личным тренером двукратного чемпиона Европы Валерия Фролова. Тренерскую и педагогическую деятельность сочетал с большой общественно-спортивной работой в секции и Федерации бокса СССР, участвовал в боксёрских матчах в качестве судьи всесоюзной категории и международного судьи АИБА.
За выдающиеся спортивные достижения удостоен звания заслуженного мастера спорта СССР (1944), заслуженного тренера СССР (1956).
Скончался в марте 1978 года в Москве.

## Награды
- Орден «Знак Почёта» (27.04.1957) — «за успехи, достигнутые в деле развития массового физкультурного движения в стране, повышения мастерства советских спортсменов, и успешное выступление на международных соревнованиях»